# Palliativ behandling
Palliativ behandling, palliativ medicin eller palliativ indsats (af det latinske ord pallium for kappe) kan være en lægelig behandling, der fokuserer på at nedsætte og lindre symptomer på livstruende sygdomme, i modsætning til at behandle selve sygdommen.

## Definition
FN's verdenssundhedsorganisation (WHO) definerer palliativ indsats som en indsats, der har til "formål at fremme livskvaliteten hos patienter og familier, der står over for de problemer, der er forbundet med livstruende sygdom, ved at forebygge og lindre lidelse gennem tidlig diagnosticering og umiddelbar vurdering og behandling af smerter og andre problemer af både fysisk, psykisk, psykosocial og åndelig art".
Palliativ behandling har en holistisk tilgang til patienten, hvor hensigten er at lindre patientens fysiske, psykiske, sociale og eksistentielle behov, eventuelt med alternativ behandling eller religiøse/spirituelle indslag, alt efter patientens egne ønsker.
Den palliative indsats omfatter både patienten og pårørende.